# Rocks Off
"Rocks Off" er en sang fra Rolling Stones dobbeltalbum fra 1972 Exile On Main St.. 
Ligesom de fleste andre sange er også denne sang krediteret til Mick Jaggerog Keith Richards, og den blev indspillet mellem december, 1971, og marts, 1972, og er en af de mange sange der blev indspillet i Villa Nellcote, som var det hus Richards lejede i syd Frankrig . Kælderen, hvor der blev indspillet, var meget varm, og mange af guitarerne kunne derfor ikke forblive i den tuning de skulle være i. 
Teksten til sangen er mangfoldig og til tider barsk;
| Citat | The sunshine bores the daylights out of me. Chasing shadows moonlight mystery. Headed for the overload, Splattered on the dirty road. Kick me like you've kicked before, I can't even feel the pain no more | Citat |
|       | |       |

På nummeret sang Jagger og spillede tamburin, mens Richards og Mick Taylor spillede de elektriske guitarer. Trommer og bass blev spillet af henholdsvis Charlie Watts og Bill Wyman, og klaveret spillede Nicky Hopkins. Bobby Keys bidragede også på dette nummer ved at spillede saxofon, og trompeten blev spillet af Jim Price. Koret bestod af Jagger og Richards .
En live udgave blev optaget på bandets Licks Tour i 2002 – 2003, og findes på albummet Live Licks fra 2004. 
En af de mest fremtrædende og længst eksisterende Rolling Stones hjemmeside er opkaldt efter denne sang .